# Masters de París 2018
El Rolex Paris Masters 2018 fue un torneo de tenis masculino que se jugó en octubre de 2018 sobre pista dura. Fue la 47.ª edición del llamado Masters de París, patrocinado por Rolex. Tuvo lugar en París (Francia).

## Puntos y premios en efectivo

### Distribución del Torneo
| Evento       | G    | F   | SF  | CF  | R16 | R32 | R56 | C  | C2 | C1 |
| Individuales | 1000 | 600 | 360 | 180 | 90  | 45  | 10  | 16 | 8  | 0  |
| Dobles       | 1000 | 600 | 360 | 180 | 90  | 0   | —   | —  | —  | —  |

### Premios en efectivo
| Evento       | G        | F        | SF       | CF       | R16     | R32     | R56     | C2     | C1     |
| Individuales | €973,480 | €477,315 | €240,235 | €122,160 | €63,435 | €33,445 | €18,060 | €4,000 | €2,035 |
| Dobles       | €289,670 | €141,820 | €71,130  | €36,510  | €18,870 | €9,960  | —       | —      | —      |

## Cabezas de serie

### Individuales masculino
| N.º | Rank. | Tenista            | Puntos | Puntos por defender | Puntos ganados | Nuevos puntos | Ronda hasta la que avanzó en el torneo           |
| x   | 1     | Rafael Nadal       | 7660   | 180                 | 0              | 7480          | Baja por lesión antes de la segunda ronda.       |
| 2   | 2     | Novak Djokovic     | 7445   | 0                   | 600            | 8045          | Final, perdió ante Karen Jachanov                |
| 3   | 3     | Roger Federer      | 6260   | 0                   | 360            | 6620          | Semifinales, perdió ante Novak Djokovic [2]      |
| 4   | 5     | Alexander Zverev   | 5115   | 10                  | 180            | 5285          | Cuartos de final, perdió ante Karen Jachanov     |
| 5   | 7     | Marin Čilić        | 4050   | 180                 | 180            | 4050          | Cuartos de final, perdió ante Novak Djokovic [2] |
| 6   | 8     | Dominic Thiem      | 3545   | 90                  | 360            | 3815          | Semifinales, perdió ante Karen Jachanov          |
| 7   | 6     | Kevin Anderson     | 4230   | 10                  | 90             | 4310          | Tercera ronda, perdió ante Kei Nishikori [10]    |
| 8   | 9     | John Isner         | 3425   | 360                 | 90             | 3155          | Tercera ronda, perdió ante Karen Jachanov        |
| 9   | 10    | Grigor Dimitrov    | 3335   | 90                  | 90             | 3335          | Tercera ronda, perdió ante Marin Čilić [5]       |
| 10  | 11    | Kei Nishikori      | 3300   | 0                   | 180            | 3480          | Cuartos de final, perdió ante Roger Federer [3]  |
| 11  | 13    | Borna Ćorić        | 2460   | 70                  | 90             | 2480          | Tercera ronda, perdió ante Dominic Thiem [6]     |
| y   | 15    | Kyle Edmund        | 2195   | 45                  | 0              | 2150          | Baja por lesión antes de la segunda ronda.       |
| 13  | 14    | Fabio Fognini      | 2315   | (90)                | 90             | 2315          | Tercera ronda, perdió ante Roger Federer [3]     |
| 14  | 16    | Stefanos Tsitsipas | 2175   | (90)                | 10             | 2095          | Segunda ronda, perdió ante Damir Džumhur         |
| 15  | 19    | Diego Schwartzman  | 1835   | 45                  | 90             | 1880          | Tercera ronda, perdió ante Alexander Zverev [4]  |
| 16  | 23    | Jack Sock          | 1760   | 1000                | 180            | 940           | Cuartos de final, perdió ante Dominic Thiem [6]  |

- Ranking del 22 de octubre de 2018.[2]

#### Bajas masculinas
| Rank. | Tenista               | Puntos antes | Puntos por defender | Puntos ganados | Puntos después | Motivo               |
| ----- | --------------------- | ------------ | ------------------- | -------------- | -------------- | -------------------- |
| 4     | Juan Martín del Potro | 5460         | 180                 | 0              | 5280           | Lesión en la rodilla |
| 12    | David Goffin          | 2675         | 90                  | 0              | 2585           | Lesión en el hombro  |

### Dobles masculino
| Tenista                             | Ranking | Preclasificado |
| Oliver Marach Mate Pavić            | 5       | 1              |
| Mike Bryan Jack Sock                | 7       | 2              |
| Łukasz Kubot Marcelo Melo           | 8       | 3              |
| Juan Sebastián Cabal Robert Farah   | 14      | 4              |
| Jamie Murray Bruno Soares           | 18      | 5              |
| Raven Klaasen Michael Venus         | 30      | 6              |
| Henri Kontinen John Peers           | 31      | 7              |
| Pierre-Hugues Herbert Nicolas Mahut | 32      | 8              |

## Campeones

### Individual masculino
Karen Jachanov venció a  Novak Djokovic por 7-5, 6-4

### Dobles masculino
Marcel Granollers /  Rajeev Ram vencieron a  Jean-Julien Rojer /  Horia Tecău por 6-4, 6-4